# Louis Delage
Louis Delage, född 22 mars 1874 i Cognac, död den 14 december 1947 i Le Pecq, var en fransk bilpionjär och grundare av biltillverkaren Delage.
Delage växte upp under blygsamma omständigheter. Som spädbarn förlorade han synen på ena ögat. Han tog examen som ingenjör 1893. Efter avslutad militärtjänst fick han arbete för ett järnvägsbolag i södra Frankrike. År 1900 flyttade han till utvecklingsavdelningen hos en fordonstillverkare i Paris.
Delage märkte snart bilens stora potential när efterfrågan översteg produktionen. 1905 hade han tillräckligt med pengar för att öppna en egen monteringsanläggning i en lada i Levallois-Perret, en förort till Paris. Automobiles Delage växte snabbt och bilarna fick rykte om sitt eleganta utseende och kvalitet. Delage var även framgångsrika inom motorsporten. Men den stora depressionen på 1930-talet fick efterfrågan på bilar att sjunka drastiskt. 1935 var Delage tvungen att ansöka om konkurs och företaget övertogs av Delahaye.
Delage hade levt ett utsvävande liv men konkursen lämnade honom i ekonomisk kris, något som dessutom förvärrades av hans skilsmässa. Louis Delage avled 1947 i djup fattigdom och närmast bortglömd.